# Kemisk Forening
 Ikke at forveksle med Kemisk forbindelse.
Kemisk Forening er en forening for kemikere (og andre interesserede i kemi), og foreningen har til bl.a. til formål at udbrede kendskabet til kemi i Danmark. Kemisk Forening blev stiftet i 1879, og har ca. 870 medlemmer (pr. 1. november 2003).
Aktiviteterne i Kemisk Forening omfatter f.eks.
- afholdelse af foredrag, diskussionsmøder og kurser for foreningens medlemmer.
- fastsættelse af den danske navngivning af kemiske forbindelser.
- at yde støtte til kemirelaterede aktiviteter gennem uddeling af legater o.lign.
- at repræsentere Danmark i Federation of European Chemical Societies.

Kemisk Forening udgiver sammen med Kemiingeniørgruppen tidsskriftet Dansk Kemi.
Foreningen har 8 undersektioner:
- Dansk Forening for Molekylspektroskopi.
- Dansk Selskab for Historisk Kemi.
- Dansk Selskab for Miljøkemi.
- Sektionen for Organisk Kemi.
- Sektionen for Teoretisk Kemi.
- Sektionen for Undervisning og Uddannelse i Kemi.
- Sektionen for Uorganisk Kemi.
- Selskabet for Analytisk Kemi.

## Ekstern henvisning
Kemisk Forening Arkiveret 27. august 2015 hos  Wayback Machine (engelsk)